# Nicole Reinhart
Pour les articles homonymes, voir Reinhart.
Nicole Reinhart, née le 3 juin 1976 à Macungie et morte en course le 17 septembre 2000 à Arlington, est une cycliste américaine.

## Accident
Le 17 septembre 2000, Nicole Reinhart participe à une course cycliste à Arlington. Durant l'événement son pied et sa pédale gauche heurtent la bordure de la route. Elle est éjectée de son vélo et atterrit violemment sur un arbre. Transportée à l'hôpital Mount Auburn, elle y meurt.

## Palmarès sur route
- 1996
  -  Championne panaméricaine de la course en ligne
- 1998
  - Prologue de la Redlands Classic
- 1999
  - First Union Wilmington Classic
  - 2e étape de la Killington Stage Race
  - 3e étape de la Redlands Classic
  - 5e étape du Tour de Willamette
  - Clarendon Cup
- 2000
  - Prologue de Redlands Classic
  - 3e et 4e étapes de la Cascade Cycling Classic
  - Manhattan Beach Grand Prix
  - Clarendon Cup

## Palmarès sur piste
- 1996
  -  Championne panaméricaine du 500 mètres
  -  3e du championnat panaméricain de la course à l'élimination
- 1997
  -  Championne des États-Unis du 500 mètres
  -  Championne des États-Unis de la vitesse
- 1998
  - 2e du 500 mètres des championnats des États-Unis